# Nokia Lumia 1520
Nokia Lumia 1520 è il primo phablet prodotto dalla finlandese Nokia in partnership con Microsoft.

## Storia
Viene presentato nello speciale evento organizzato da Nokia il 22 ottobre 2013, dove tra l'altro vengono introdotti il fratello minore Lumia 1320, il primo tablet della casa, Lumia 2520, e alcuni nuovi modelli della serie Asha, tra cui il 503.

## Caratteristiche
Dotato di un ampio schermo Corning Gorilla Glass 2, curvo e antigraffio, da 6 pollici Full HD, di una fotocamera a 6 lenti ZEISS PureView da 20 Mpx che registra video a 1080p, il terminale monta nativamente la Update 3 (o GDR3) di Windows Phone 8, spinto da un Qualcomm Snapdragon 800 quad core, autoaggiornatosi a Windows 10 Mobile.
Il retro della scocca in policarbonato è offerto nelle colorazioni rossa, gialla, bianca e nera. È il primo modello Lumia ad utilizzare la nano-sim.

## Prezzo e disponibilità
Il prodotto è stato reso disponibile alle prenotazioni per il mercato italiano meno di un mese dopo la sua presentazione, verso la fine di novembre 2013, al prezzo di €699,00 (esclusa la SIM).